# Besleria strigillosa
Besleria strigillosa là một loài thực vật có hoa trong họ Tai voi. Loài này được Urb. mô tả khoa học đầu tiên năm 1901.